# Międzynarodowy Efekt Fishera
Zgodnie z Międzynarodowym Efektem Fishera wzrost (spadek) oczekiwanej stopy inflacji krajowej spowoduje proporcjonalny wzrost (spadek) krajowych nominalnych stóp procentowych. Krajowa stopa procentowa jest więc zależna od realnej stopy procentowej i oczekiwanej stopy inflacji. Analogicznie, stopa procentowa za granicą jest zależna od realnej stopy procentowej za granicą i oczekiwanej stopy inflacji za granicą, a więc różnice między stopami procentowymi w kraju i za granicą są proporcjonalne do różnic w stopach inflacji w kraju i za granicą.
Efekt Fishera sugeruje, że różnice nominalnych stóp procentowych między krajami powinny odzwierciedlać różnice w inflacji powiększone o realną stopę procentową. Jeśli tak się nie dzieje stwarza to okazję do arbitrażu.
Stopa zmiany kursu walutowego zależy więc od różnic między krajową i zagraniczną nominalną stopą procentową:
{\displaystyle {\frac {S_{t}}{S_{o}}}={\frac {1+I_{a}}{1+I_{b}}}}
po przekształceniu:
{\displaystyle {\frac {S_{t}-S_{o}}{S_{o}}}={\frac {I_{a}-I_{b}}{1+I_{b}}}}
gdzie:
- Ia – nominalna roczna stopa procentowa w kraju A
- Ib – nominalna roczna stopa procentowa w kraju B
- So – kurs walutowy B/A
- St – oczekiwany kurs walutowy B/A za rok